# Molukkenstraat (Amsterdam)
De Molukkenstraat is een straat in Amsterdam-Oost.

## Geschiedenis en ligging
De straat kreeg haar naam per raadsbesluit van 30 mei 1900 en werd in 1925 en 1936 opnieuw gedefinieerd in verband met een steeds uitdijend Amsterdam. Na die laatste definiëring is zij ongeveer een kilometer lang. De straat werd vernoemd naar de eilandengroep de Molukken in Nederlands-Indië, gelegen tussen het eiland Celebes en Nieuw-Guinea. De straat ligt dan ook in de Indische Buurt. De Molukkenstraat loopt vanaf de Zeeburgerdijk  en vormt de belangrijkste noord-zuid lopende hoofdstraat in de buurt. 
Aan de noordzijde voorbij de Zeeburgerdijk ligt in het verlengde van de Molukkenstraat de Veelaan tot de Cruquiusweg. Aan de zuidzijde loopt de Molukkenstraat sinds 1932 voorbij de Valentijnkade (haar oorspronkelijk eind) door met een brug over de Ringvaart en in 1939 na het gereed komen van de Spoorwegwerken Oost tot onder het spoorwegviaduct door, waar de straat sindsdien uitkomt op de Archimedesweg in de wijk Watergraafsmeer.
In de Molukkenstraat is geen “kunst in de openbare ruimte” te vinden.

## Gebouwen
Al de tijd vanaf het begin werd er gebouwd aan de Molukkenstraat. Ze toont dus architectuur uit diverse perioden. In de jaren tachtig vond er grootscheepse sanering plaats in de Indische Buurt waaraan de Molukkenstraat zich niet aan kon onttrekken. Een van de opvallendste gebouwen aan de straat is Borneohof staande op de hoek met het Javaplein en gebouwd in 2008 tot 2011.
Volgens de gemeente Amsterdam is er overigens qua architectuur weinig interessants te vinden. Echter op de kruising met het Javaplein staan aan de zuidwestkant de zogenaamde Berlageblokken, dat een rijksmonument (nummer 523296) is. Ook de huisnummers 66 tot en met 72 behoren tot een rijksmonument (Van der Pekblokken, nummer 523310), een huizenblok uit ongeveer dezelfde periode maar dan ontworpen door Jan Ernst van der Pek. Aan het zuidelijk eind is alleen huisnummer 200 nog interessant. Het betreft een oud fabrieksgebouw (1955) van Koninklijke Utermöhlen NV, dat rond 2020 grondig verbouwd werd voor herontwikkeling.

## Openbaar vervoer
Van 1929-1942 en sinds 2004 rijdt tramlijn 14 door de straat vanaf het Javaplein tot aan de keerlus bij de Sumatrastraat maar sinds 2004 tot de Insulindeweg. Van 1940 tot 2004 was tramlijn 10 de vaste tramlijn in de Molukkenstraat echter sinds 1989 slechts in één richting met de klok mee. De andere richting werd gereden door tram 6, sinds 1998 tot 2004 tram 7. Sinds 2004 rijdt hier (weer) lijn 14, sinds 8 december 2023 alleen staduitwaarts. Tussen 1940 en 1955 reed ook tramlijn 11 stadinwaarts door deze straat tussen het Javaplein en de Insulindeweg.Het spoor tussen de Insulindeweg en de lus bij de Sumatrastraat werd in 1980 buiten dienst gesteld en vervangen door de nieuwe trambaan over de Insulindeweg naar het Flevopark.

## Kunst
De straat begint aan de Zeeburgerdijk met een grote muurschildering van Irene Lopez Leon uit 2021. Ook is er ter hoogte van nummer 139 het kunstwerk 'Aarde, lucht, water en vuur' van Simone Hoogervorst te zien.

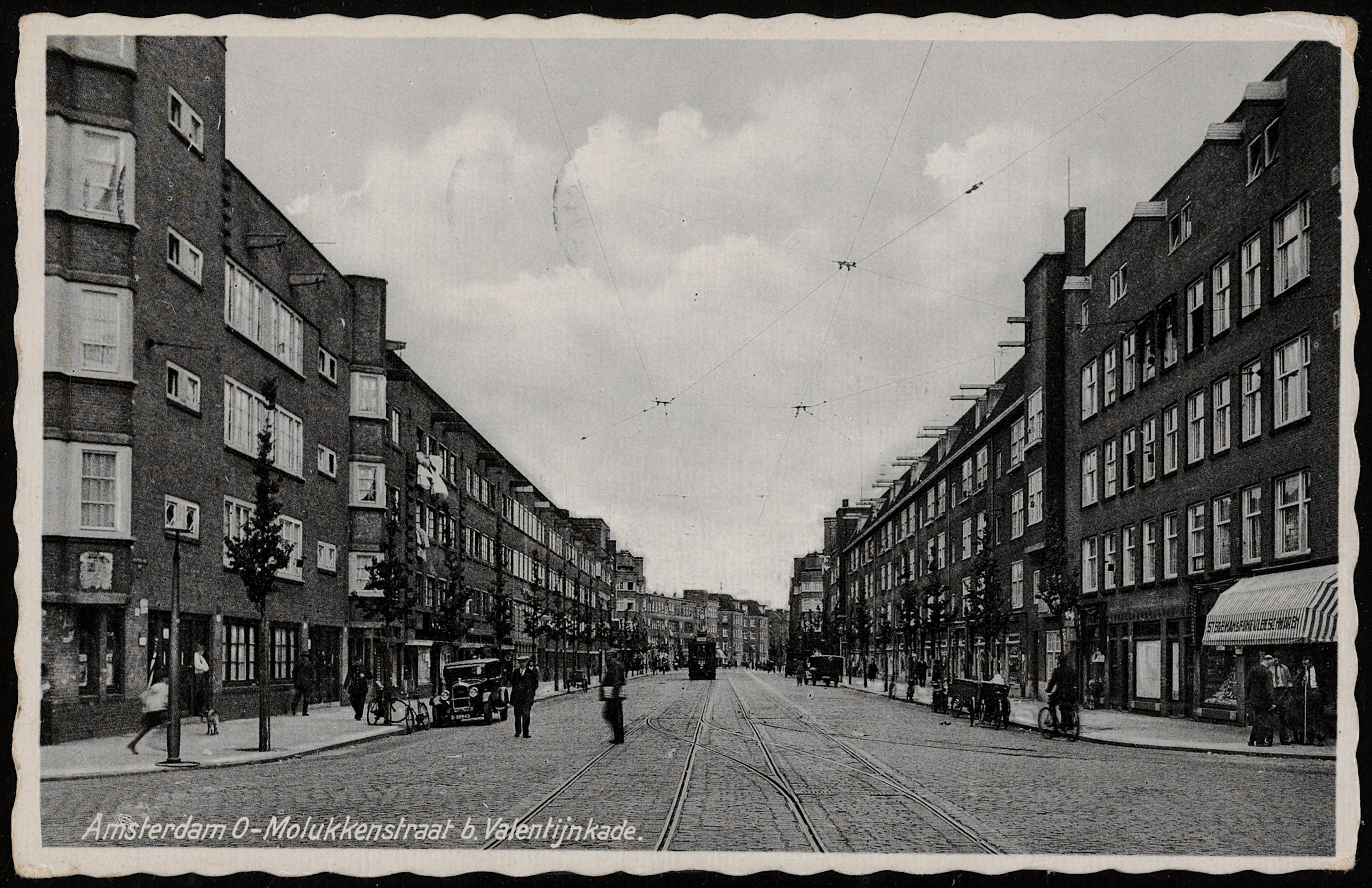
Molukkenstraat in 1940 gezien in noordelijke richting, in 1980 verdwenen de tramsporen hier
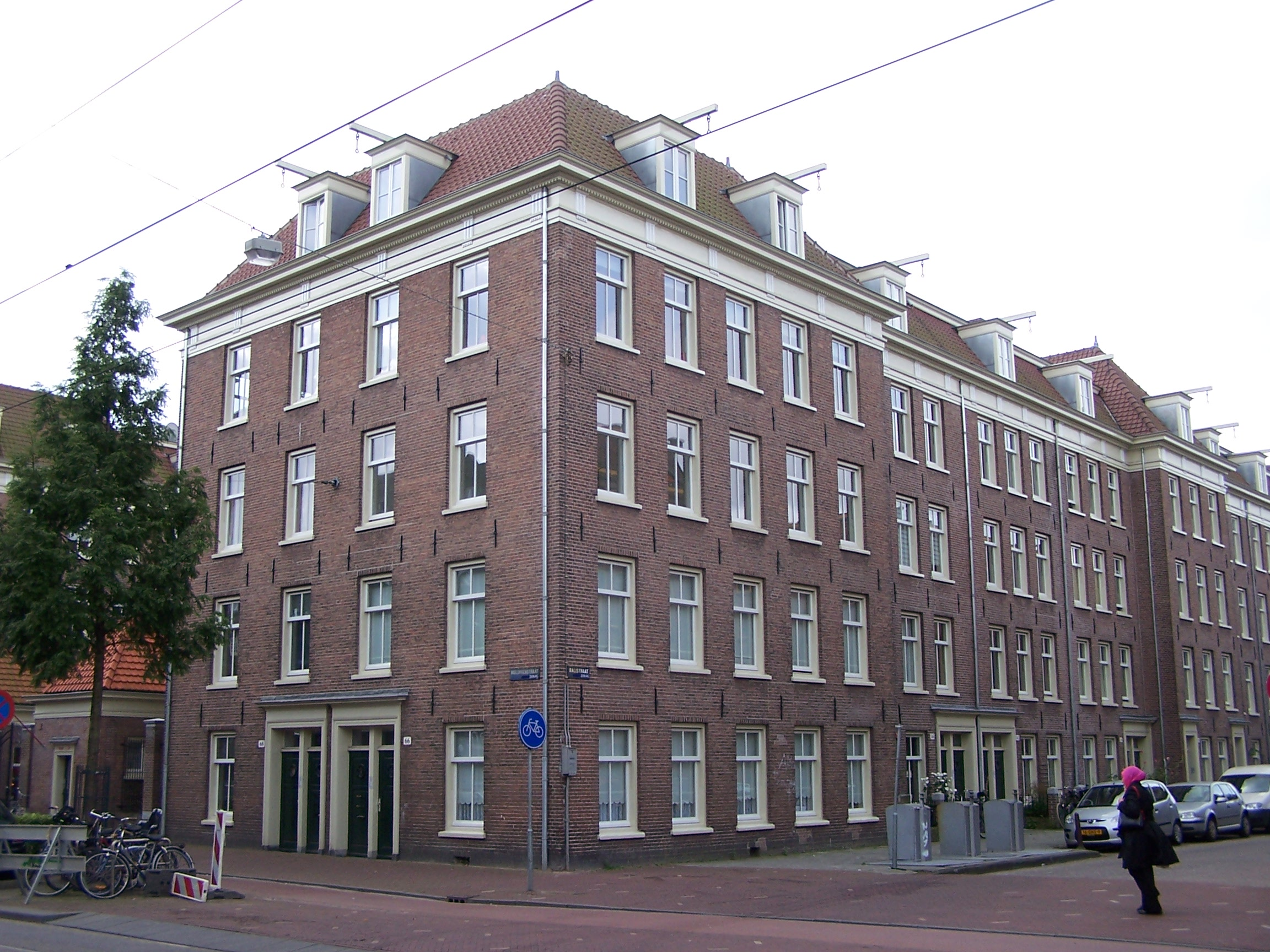
Woningen van Rochdale uit 1912 op de hoek van Molukkenstraat en Balistraat, ontworpen door J.E. van der Pek
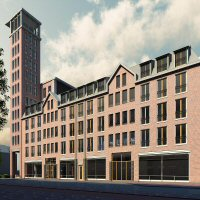
Nieuwbouwː Borneohof (2011), Molukkenstraat bij Javaplein

1. ↑  sinds 1955 buslijn 11 en sinds 1975 bus 22